# セブンティーン -17才-
『セブンティーン -17才-』（セブンティーンじゅうななさい）は、1969年7月29日から同年9月30日まで日本テレビ系列の火曜20時00分 - 20時56分（JST）に放送されたテレビドラマである。カラー放送。全6回。
武田薬品工業の一社提供。

## 概要
親の元から羽ばたいていこうとする、女性高校生3人組の夏休みの体験を通じて、17歳の愛と夢と悩みを描く青春ドラマ。

## 出演者
カッコ内は役名
- 岡田由紀子（梶原ゆかり）
- 川口晶（須川珠美）
- 田坂都（横山真知子）
- 橋本功（恒雄）
- 小栗一也
- 幾野道子（千代）
- 高品格（真知子の父）
- 一谷伸江（絹代）
- 高橋元太郎（岩田剛一）
- 丹阿弥谷津子（晶子）
- 長張卓美
- 山田光一
- 須賀良
- 小畠絹子（須川里子 = 珠美の母）
- 永井智雄（梶原達哉 = ゆかりの父、　銀行の支店長）
- 川口恒（磯野徹）
- 谷隼人＋ロメオ1946
- 江美早苗（松本久美子）
- 佐藤英夫（久美子の父）
- 花園ひろみ（明子 = 久美子の義母）

## スタッフ
- 脚本：サブタイトル参照
- 監督：サブタイトル参照
- 助監督：戸田幸雄
- 美術：今村力
- 撮影技術：稲田喜一
- 照明：桑名史郎
- 音楽：菊池俊輔
- 協力：小学館『女学生の友』
- プロデューサー：清水欣也（NTV）、太田浩児、泊懋（東映）
- 制作：NTV、東映

## 主題歌
「セブンティーン」
- 作詞：太田浩児／作曲：菊池俊輔／歌：岡田由紀子

## サブタイトル
| 回 | 放送日           | サブタイトル             | 脚本     | 監督     | ゲスト                                           |
| -- | ---------------- | ------------------------ | -------- | -------- | ------------------------------------------------ |
| 1  | 7月29日          | ちょっと冒険してみない?  | 須崎勝弥 | 小山幹夫 |                                                  |
| 2  | 8月5日           | ちょっぴりやけちゃうな   | 須崎勝弥 | 小山幹夫 | 山田吾一（勇作）、土田早苗、飯野矢住代（かおる） |
| 3  | 8月19日          | 大人の秘密を知りたいの   |          |          |                                                  |
| 4  | 9月2日           | (秘)ラブレター作戦       | 若井基成 | 野田幸男 | 森次浩司（大西五郎）、小山田宗徳                 |
| 5  | （本放送日なし） | 最初のキッスは甘かった?  |          |          |                                                  |
| 6  | 9月30日          | 街で声をかけられちゃった | 若井基成 | 高桑信   | 沢本忠雄、島和彦                                 |

## 参考資料
- テレビドラマデータベース

## 前後番組
| 日本テレビ系 火曜20時枠 【当番組までドラマ枠&武田薬品工業一社提供枠】 | 日本テレビ系 火曜20時枠 【当番組までドラマ枠&武田薬品工業一社提供枠】 | 日本テレビ系 火曜20時枠 【当番組までドラマ枠&武田薬品工業一社提供枠】 |
| 前番組                                                                | 番組名                                                                | 次番組                                                                |
| --------------------------------------------------------------------- | --------------------------------------------------------------------- | --------------------------------------------------------------------- |
| 笑ってよいしょ ↓ プロ野球中継 （20:00 - 21:26）                       | セブンティーン -17才-                                                 | 巨泉×前武ゲバゲバ90分! （第1期） （20:00 - 21:26）                    |